# Besseria pilimacula
Besseria pilimacula là một loài ruồi trong họ Tachinidae.